# Polyplectropus melea
Polyplectropus melea är en nattsländeart som beskrevs av Malicky 1993. Polyplectropus melea ingår i släktet Polyplectropus och familjen fångstnätnattsländor. Inga underarter finns listade i Catalogue of Life.